# Ảo giác Ebbinghaus

Hai hình tròn màu cam có cùng kích cỡ. Tuy nhiên,hình tròn bên phải trông có vẻ lớn hơn.

Ảo giác Ebbinghaus hay Hình tròn Titchener là một ảo giác về nhận thức kích thước tương đối. Được đặt tên theo người phát hiện ra nó, nhà tâm lý học người Đức Hermann Ebbinghaus (1850–1909), ảo giác được biết đến rộng rãi trong cộng đồng nói-tiếng-Anh toàn cầu là nhờ một cuốn sách giáo khoa tâm lý học thực nghiệm năm 1901 của Edward B. Titchener, do đó nó còn được gọi là "Vòng tròn Titchener".
Trong phiên bản phổ biến nhất của ảo giác, hai vòng tròn có kích thước giống hệt nhau được đặt gần nhau. Một vòng tròn được bao quanh bởi các vòng tròn lớn trong khi vòng tròn kia được bao quanh bởi các vòng tròn nhỏ. Kết quả của việc này là vòng tròn ở giữa được bao quanh bởi các vòng tròn lớn trông nhỏ hơn vòng tròn ở giữa được bao quanh bởi các vòng tròn nhỏ.

Các công trình gần đây cho thấy rằng hai yếu tố quan trọng khác liên quan đến nhận thức về ảo giác Ebbinghaus là khoảng cách từ hình tròn xung quanh đến hình tròn ở giữa và sự hoàn chỉnh của "vòng" (được tạo bởi các hình tròn bao quanh), làm cho ảo giác có thể so sánh được với Ảo giác Delboeuf. Cho dù kích thước tương đối là bao nhiêu, nếu các hình tròn xung quanh gần với hình tròn ở giữa, hình tròn ở giữa sẽ trông lớn hơn và nếu các hình tròn xung quanh ở xa, hình tròn ở giữa sẽ trông nhỏ hơn. Trong khi biến số khoảng cách dường như là một yếu tố tích cực trong nhận thức về kích thước tương đối, kích thước của các hình tròn xung quanh giới hạn mức độ gần với hình tròn ở giữa, kết quả là nhiều nghiên cứu bị trùng hợp (nguyên văn: confounding) giữa hai biến số.

## Những giải thích có khả năng
Ảo giác Ebbinghaus đã đóng một vai trò quan trọng trong cuộc tranh luận về sự tồn tại của các con đường riêng biệt trong não đối với nhận thức và hành động (xem Thuyết Hai Luồng để biết thêm chi tiết). Nó đã được lập luận rằng ảo giác Ebbinghaus bóp méo nhận thức về kích thước, nhưng không phải hành động. Một nghiên cứu của nhà thần kinh học Melvyn A. Goodale chỉ ra rằng khi một đối tượng được yêu cầu phản ứng với một mô hình vật lý của ảo giác bằng cách "nắm chặt" hình tròn trung tâm, việc "căn tỷ lệ" khẩu độ "kẹp" đã không bị ảnh hưởng bởi sự biến dạng kích thước được nhận thức. Trong khi các nghiên cứu khác xác nhận rằng sự vô cảm-giác của việc "căn tỷ lệ kẹp" (nguyên văn: grip scaling) với ảo giác tương-phản-kích-thước như ảo giác Ebbinghaus là có thật, những công trình khác cho thấy rằng cả hành động và nhận thức đều bị ảo giác đánh lừa.
Nghiên cứu về ảnh thần kinh (neuroimaging) cho thấy rằng có một mối tương quan ngược giữa sự tiếp nhận của cá nhân
đối với ảo giác Ebbinghaus và các ảo giác tương tự (ví dụ như ảo giác Ponzo) với kích thước biến đổi lớn của vùng vỏ não thị giác chính của mỗi người. Nghiên cứu về sự phát triển cho thấy ảo giác phụ thuộc vào độ-nhạy-ngữ-cảnh (context-sensitivity). Khi kiểm tra trẻ em từ 10 tuổi trở xuống và tương tự với sinh viên đại học, ảo giác được tìm thấy là đánh lừa kích thước tương đối nhiều hơn ở người lớn, người có độ-nhạy-ngữ-cảnh cao, hơn là ở trẻ nhỏ. 
Người chiến thắng cuộc thi Ảo giác Tốt nhất của năm 2014, được đệ trình bởi Christopher D. Blair, Gideon P. Caplovitz, và Ryan E. B. Mruczek của trường Đại học Nevada Reno, hoạt hình hóa ảo giác Ebbinghaus, biến nó thành chuyển động.

## Một ngoại lệ với hiệu ứng hình ảnh ngược lại

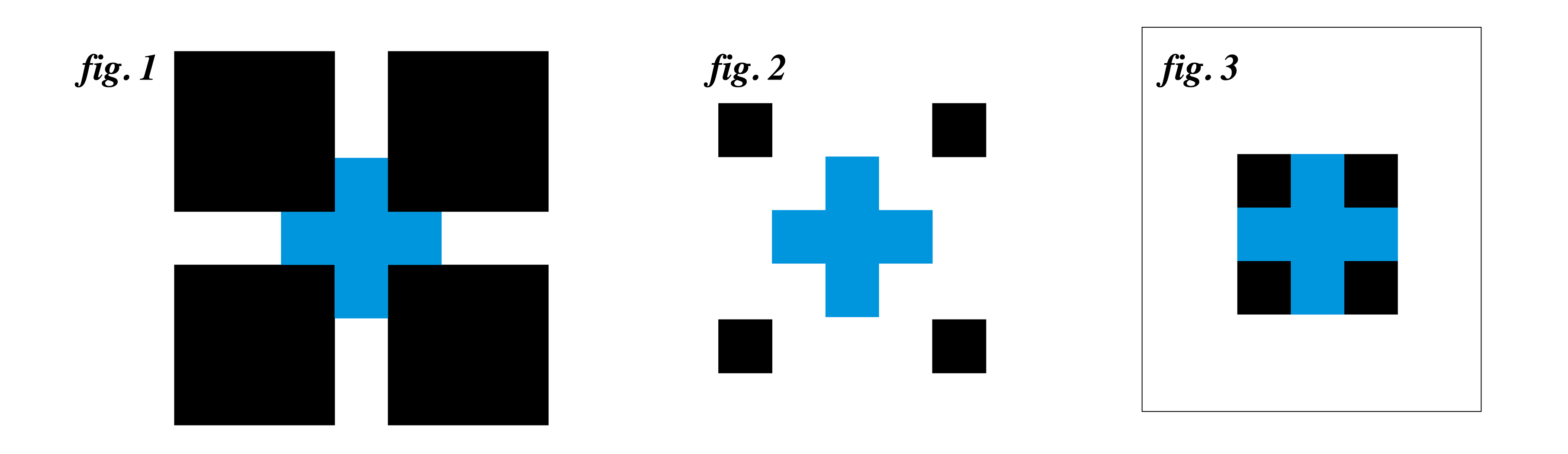
Ba dấu cộng màu xanh có cùng kích cỡ, tuy nhiên, cái bên trái (hình 1) có xu hướng trông to hơn.

Một ảo giác kích-thước-tương-đối mới được phát hiện bởi nhà nghiên cứu thị giác người Ý Gianni A. Sarcone vào năm 2013. Ảo giác này được gọi là "Dấu cộng của Sarcone" (Sarcone’s Crosses) và nó mâu thuẫn với ảo giác Ebbinghaus và ảo giác vuông Obonai (1954). Trong thực tế, hình thử nghiệm ở giữa (tức là hình dấu cộng) được bao quanh bởi các ô vuông lớn lại trông có vẻ to hơn thay vì nhỏ hơn.
Ảo giác dấu cộng của Sarcone bao gồm một hình dấu cộng (hình thử nghiệm) được bao quanh bởi các ô vuông có kích thước riêng biệt (các hình dạng cảm ứng). Như thể hiện trong biểu đồ đối diện, ba dấu cộng màu xanh dương có cùng kích cỡ; tuy nhiên, cái bên trái (hình 1) có xu hướng to hơn. Ảo ảnh này hoạt động ngay cả khi các ô vuông nhỏ hoàn toàn bao quanh hình dấu cộng màu xanh (xem hình 3). Tóm lại, không phải lúc nào cũng có sự tương quan giữa kích thước của các hình dạng xung quanh và nhận thức kích thước tương đối của hình thử nghiệm. 